# ンジ州
ンジ州（ンジしゅう、Région du N'Zi）はコートジボワール共和国南東部のラック地方中央部の州。
州都はディンボクロ。
2014年の人口は約24.8万人。
他の地方と接しない唯一の州である。

## 地理
- 北東：イッフ州
- 南東：モロヌ州
- 西：ベーリン州

## 行政区画
- Bocanda
- Dimbokro
- Kouassi-Kouassikro